# Васильев, Геннадий Абович
Геннадий Абович Васильев — советский государственный деятель, председатель Орловского областного исполнительного комитета.

## Биография
Родился в 1920 году. Член ВКП(б).
Окончил Новосибирский институт инженеров железнодорожного транспорта в 1942 году и Московскую Академию Железнодорожного Транспорта в 1956 году. С 1942 года — на общественной и политической работе. В 1942—1964 гг. — дежурный по станции, заместитель, начальник Отделения движения, главный инженер, начальник Отделения Печорской железной дороги, начальник Орловского отделения Московско-Курско-Донбасской железной дороги, председатель Исполнительного комитета Орловского промышленного областного Совета.
Избирался депутатом Верховного Совета РСФСР 6-го созыва.